# Angela McRobbie
Angela McRobbie (1951) és una crítica cultural anglesa el treball de la qual combina l'estudi de la cultura popular, les praxis mediàtiques contemporànies i el feminisme a través de concepcions d'una mirada reflexiva en tercera persona. És professora de comunicació al Goldsmiths College de la Universitat de Londres.
La recerca acadèmica de McRobbie abasta gairebé quatre dècades, influenciada pel treball de Stuart Hall i els estudis culturals dels inicis de l'escola de Birmingham, i desenvolupada a partir de les tradicions teòriques dels estudis de les dones i el marxisme. És autora de nombrosos llibres i articles acadèmics sobre dones joves i cultura popular, gènere i sexualitat, la indústria de la moda britànica, la teoria social i cultural, el món laboral canviant i la nova economia creativa, el feminisme i l'auge del neoliberalisme.
El seu llibre més conegut, The Aftermath of Feminism (2008), es basa en Michel Foucault per a desxifrar les diferents tecnologies de gènere que es dirigeixen a les dones joves com a «subjectes de capacitat». El seu llibre Be Creative? Making a Living in the New Culture Industries va ser publicat el 2016 per Polity Press.
McRobbie també ha format part de consells editorials acadèmics de diverses revistes, com ara Journal of Cultural Economy, Journal of Consumer Culture, The Communication Review i Culture Unbound. Col·labora regularment amb BBC Radio 4 als programes Woman's Hour i Thinking Allowed, i ha escrit per a openDemocracy i The Guardian.

## Obra publicada
- 'Jackie': an ideology of adolescent femininity.  Birmingham: Birmingham: Centre for Contemporary Cultural Studies (CCCS Stencilled Papers), University of Birmingham, 1978. ISBN 9780704405004.
- Zoot suits and second-hand dresses: an anthology of fashion and music.  Boston: Unwin Hyman, 1988. ISBN 9780044452379.
- Feminism and youth culture: from 'Jackie' to 'Just seventeen'.  Houndmills, Basingstoke, Hampshire: Macmillan, 1991. ISBN 9780333452639.
- Postmodernism and popular culture.  London New York: Routledge, 1994. ISBN 9780415077132.
- In the culture society: art, fashion and popular music.  London New York: Routledge, 1999. ISBN 9780415137508.
- Feminism and youth culture. 2a edició.  Houndmills, Basingstoke, Hampshire: Macmillan Press, 2000. ISBN 9780333770320.
- Without guarantees: in honour of Stuart Hall.  Londres: Verso, 2000. ISBN 9781859842874.
- The uses of cultural studies a textbook.  London Thousand Oaks, California: SAGE, 2005. ISBN 9781412908450.
- The aftermath of feminism: gender, culture and social change.  Los Angeles London: SAGE, 2009. ISBN 9780761970620.
- Be creative making a living in the new culture industries.  Cambridge, UK, Malden, MA: Polity Press, 2014. ISBN 9780745661940.
- Feminism, femininity and the perfect.  Sage, 2015.
- Stuart Hall, cultural studies and the rise of Black and Asian British art. 2016.